# Lawrence Hogan
Lawrence Joseph Hogan (Boston, 30 settembre 1928 – Annapolis, 20 aprile 2017) è stato un politico e avvocato statunitense, membro della Camera dei Rappresentanti per lo stato del Maryland dal 1969 al 1975.

## Biografia
Nato a Boston, in Massachusetts, Hogan si laureò in legge alla Georgetown University e divenne avvocato. Fra il 1948 e il 1958 operò come agente dell'FBI.
Nel 1968 venne eletto come repubblicano alla Camera dei Rappresentanti e venne riconfermato nel 1970 e nel 1972. Nel 1974 rifiutò un altro mandato alla Camera, candidandosi invece a governatore, ma perse le elezioni.
Fra il 1978 e il 1982 fu presidente della Contea di Prince George's. Nel 1982 si candidò al Senato, ma perse le elezioni contro il democratico in carica Paul Sarbanes.
Morì colpito da un ictus il 20 aprile 2017 all'età di 88 anni.

## Vita privata
Hogan è stato sposato  dal 1948 al 1972 con Nora Maguire, dalla quale ebbe sei figli, tra cui Larry, governatore del Maryland dal 2015 al 2023. Due anni dopo il divorzio dalla prima moglie, si è risposato con Ilona Maria Modly.